# Greg Chambers
Greg Chambers (Toronto, 14 novembre 1982) è un hockeista su ghiaccio canadese naturalizzato britannico.

## Carriera
Nato in Canada, fa le giovanili con i Peterborough Petes.
Con la nazionale britannica ha giocato i mondiali 2008 di prima divisione.

## Statistiche
Statistiche aggiornate ad agosto 2012.

### Club
| Stagione  | Squadra               | Stagione regolare | Stagione regolare | Stagione regolare | Stagione regolare | Stagione regolare | Stagione regolare | Playoff | Playoff | Playoff | Playoff | Playoff |
| Stagione  | Squadra               | Lega              | P                 | G                 | A                 | Pt                | PIM               | P       | G       | A       | Pt      | PIM     |
| --------- | --------------------- | ----------------- | ----------------- | ----------------- | ----------------- | ----------------- | ----------------- | ------- | ------- | ------- | ------- | ------- |
| 2000-2001 | Peterborough Petes    | OHL               | 60                | 9                 | 18                | 27                | 10                | 5       | 1       | 0       | 1       | 0       |
| 2001-2002 | Peterborough Petes    | OHL               | 67                | 41                | 48                | 89                | 34                | 6       | 4       | 2       | 6       | 4       |
| 2002-2003 | Peterborough Petes    | OHL               | 67                | 40                | 44                | 84                | 38                | 7       | 2       | 10      | 12      | 0       |
|           | Missouri River Otters | UHL               | 0                 | 0                 | 0                 | 0                 | 0                 | 1       | 0       | 0       | 0       | 0       |
| 2003-2004 | Pensacola Ice Pilots  | ECHL              | 57                | 12                | 30                | 42                | 12                |         |         |         |         |         |
| 2004-2005 | Varese                | Italy             | 36                | 10                | 24                | 34                | 19                | 6       | 1       | 2       | 3       | 2       |
| 2005-2006 | Basingstoke Bison     | EIHL              | 41                | 20                | 28                | 48                | 38                | 6       | 0       | 4       | 4       | 2       |
| 2006-2007 | Basingstoke Bison     | EIHL              | 54                | 19                | 32                | 51                | 64                | 2       | 0       | 3       | 3       | 0       |
| 2007-2008 | Basingstoke Bison     | EIHL              | 54                | 35                | 47                | 82                | 82                |         |         |         |         |         |
| 2008-2009 | Basingstoke Bison     | EIHL              | 53                | 19                | 53                | 72                | 72                |         |         |         |         |         |
| 2009-2010 | Coventry Blaze        | EIHL              | 51                | 25                | 50                | 75                | 59                | 3       | 1       | 0       | 1       | 0       |
| 2010-2011 | Coventry Blaze        | EIHL              | 60                | 9                 | 38                | 47                | 69                | 2       | 0       | 1       | 1       | 2       |
|           | Coventry Blaze        | Continental Cup   | 3                 | 0                 | 1                 | 1                 | 6                 |         |         |         |         |         |
| 2011-2012 | Guildford Flames      | EPIHL             | 41                | 14                | 24                | 38                | 24                | 2       | 0       | 4       | 4       | 0       |

### Nazionale
| Stagione  | Livello       | Risultati    | Risultati | Risultati | Risultati | Risultati | Risultati |
| Stagione  | Livello       | Competizione | P         | G         | A         | Pt        | PIM       |
| --------- | ------------- | ------------ | --------- | --------- | --------- | --------- | --------- |
| 2007-2008 | Great Britain | WC D1        | 5         | 4         | 7         | 11        | 6         |
| 2008-2009 | Great Britain | WC D1        | 5         | 1         | 6         | 7         | 4         |
| 2009-2010 | Great Britain | WC D1        | 5         | 1         | 1         | 2         | 27        |

## Palmarès

### Club
- Elite Ice Hockey League: 1 vittoria

 Coventry Blaze: 2009-10

### Nazionale
- Campionato mondiale - Prima Divisione: 1 terzo posto

 Regno Unito: 2009

### Individuale
- Campionato del mondo - Prima Divisione:

2008: All-Star Team
2008: Maggior punti (11)
2009: Maggior assist (6)
2010: Maggior penalità (27PIM)
- Elite Ice Hockey League:

2009: All-Star Second Team